# ایده‌آل ماکسیمال
در ریاضیات، به‌خصوص در نظریه حلقه‌ها، ایده‌آل ماکسیمال (Maximal Ideal)، ایده‌آلی است که براساس رابطه زیرمجموعه بودن، در میان تمام ایده‌آل‌های محض خود ماکسیمال باشد. به بیان دیگر، I ایده‌آل ماکسیمالی از حلقه‌ای چون R است اگر هیچ ایده‌آل شامل I و نامساوی با R وجود نداشته باشد.
ایده‌آل‌های ماکسیمال مهم اند، چرا که خارج‌قسمت حلقه‌ها بر روی ایده‌آل‌های ماکسیمالشان، حلقه‌های ساده اند و در مورد حالت خاص حلقه‌های جابه‌جایی یکدار، این خارج قسمت‌ها تبدیل به میدان می‌شوند.

## ارجاعات
1. ↑  Dummit, David S.; Foote, Richard M. (2004). Abstract Algebra (3rd ed.). John Wiley & Sons. ISBN 0-471-43334-9.
2. ↑  Lang, Serge (2002). Algebra. Graduate Texts in Mathematics. Springer. ISBN 0-387-95385-X.